# Vasilij Vasil'evič Cibliev
Vasilij Vasil'evič Cibliev (in russo Василий Васильевич Циблиев?; in ucraino Василь Васильович Циблієв?, Vasil' Vasyl'ovyč Ciblijev; Orechovka, 20 febbraio 1954) è un cosmonauta russo nato in Ucraina.
Cibliev è nato nell'Unione delle Repubbliche Socialiste Sovietiche nella Repubblica Socialista Sovietica ucraina (oggi Ucraina); è sposato ed ha due figli.
Il 26 marzo 1987 è selezionato come cosmonauta. Ha volato come comandante della missione Sojuz TM-17 (partita dal cosmodromo di Baikonur il 1º luglio 1993 e rientrata il 14 gennaio 1994) e nella missione Sojuz TM-25 (dal 10 febbraio 1997 al 14 agosto dello stesso anno), entrambe dirette verso la stazione spaziale russa Mir. Si è ritirato il 19 giugno 1998.